# Theridion grandiosum
Theridion grandiosum är en spindelart som beskrevs av Claude Lévi 1963. Theridion grandiosum ingår i släktet Theridion och familjen klotspindlar.
Artens utbredningsområde är Peru. Inga underarter finns listade i Catalogue of Life.